# Ivan Kelava
Ivan Kelava (Zagreb, 20 februari 1988) is een Kroatisch voetballer die als doelman speelt. Hij verruilde in 2015 Udinese voor Granada CF.

## Clubcarrière
Kelava komt uit de jeugdacademie van Dinamo Zagreb. Tijdens het seizoen 2009/10 werd hij uitgeleend aan NK Lokomotiva, waar hij 33 wedstrijden speelde. In het seizoen 2011/12 werd hij eerste doelman. Hij werd een held bij de fans door zijn vele cruciale reddingen in de laatste voorrondewedstrijd van de UEFA Champions League tegen het Zweedse Malmö FF. Hij werd in juli 2013 getransfereerd naar het Italiaanse Udinese voor een bedrag van 600.000 euro. Bij Udinese moet hij de concurrentie aangaan met de Serviër Željko Brkić, die nog tot november 2013 out was met een gescheurde hamstring. Op de slotdag van de zomertransferperiode van 2014 besloot de eersteklasser om Kelava uit te lenen aan tweedeklasser Carpi FC 1909, vanwege de concurrentie in Udine. In de wedstrijd tegen FC Crotone besloot de trainer om Kelava op de bank te laten. Dit viel bij Kelava niet in goede aarde. Hierop besloot de Kroatische doelman om zijn contract met Carpi FC 1909 te ontbinden en terug te keren naar Udinese Calcio. In februari 2015 werd de Kroaat voor de rest van het seizoen verhuurd aan FC Spartak Trnava. Na dit seizoen werd hij verkocht aan het Spaanse Granada CF.

## Interlandcarrière
Kelava kwam uit voor diverse Kroatische jeugdelftallen. Hij speelde vijftien wedstrijden voor Kroatië –21.